# هوارد هانت
إيفريت هوارد هانت جونيور (بالإنجليزية: E. Howard Hunt)‏ (9 أكتوبر 1918 - 23 يناير 2007)، والمعروف باسم إي. هوارد هانت، هو ضابط مخابرات أمريكي ومؤلف لديه 73 كتابًا منشورًا. عمل هانت ضابطًا في وكالة المخابرات المركزية (سي أي إيه) منذ عام 1949 حتى عام 1970. إلى جانب ج. غوردون ليدي وفرانك ستورغيس وغيرهما، كان هانت أحد «السباكين» التابعين لإدارة الرئيس نيكسون، وسباكو البيت الأبيض هم فريق من النشطاء المكلفين بتحديد المصادر الحكومية لتسريبات معلومات الأمن القومي لأطراف خارجية. خطط هانت وليدي لعمليات السطو في ووترغيت والعمليات السرية الأخرى لإدارة نيكسون. وفي فضيحة ووترغيت التي أعقبت ذلك، أدين هانت بتهم السطو والتآمر والتنصت، وقضى 33 شهرًا في السجن.

## نشأته وبداية مشواره المهني
ولد هنت في هامبورغ، نيويورك، الولايات المتحدة، وهو ابن إيثيل جان (توتيرديل) وإيفريت هوارد هانت الأب، الذي كان يعمل محاميًا ومسؤولًا في الحزب الجمهوري. تخرج من مدرسة هامبورغ الثانوية في عام 1936، وجامعة براون في عام 1940. خلال الحرب العالمية الثانية، خدم هانت في البحرية الأمريكية على المدمرة يو إس إس مايو، وفي سلاح الجو في جيش الولايات المتحدة، وأخيرًا، في مكتب الخدمات الاستراتيجية (أو إس إس) في الصين.

## عمله ككاتب
كان هانت مؤلفًا غزير الإنتاج. خلال الحرب العالمية الثانية وبعدها، كتب العديد من الروايات باسمه، ومن مؤلفاته شرق الوداع (1942)، وحدود الظلام (1944)، وغريب في المدينة (1947)، والهرب من بيميني (1949)، والعنيفون (1950). وبالإضافة إلى ذلك فقد كتب العديد من روايات التجسس والمسلحين التي نالت شهرة أوسع وكانت تُكتب تحت مجموعة من الأسماء المستعارة، مثل روبرت ديتريش، غوردون ديفيس وديفيد سانت جون. حصل هنت على زمالة غوغنهايم لعمله في الكتابة عام 1946. وتظهر بعض كتاباته أوجه تشابه لتجاربه في ووترغيت والتجسس.

## السي أي إيه وجهود معاداة كاسترو
اشترت شركة وارنر برذرز حقوق رواية هانت الهرب من بيميني حين انضم إلى مكتب تنسيق السياسات التابع لوكالة المخابرات المركزية (أو بّي سي) في أكتوبر 1949 كضابط عمل سري متخصص في العمل السياسي والتأثير، في ما أصبح يسمى لاحقًا بقسم الأنشطة الخاصة لوكالة المخابرات المركزية. وكانت وكالة المخابرات المركزية المنظمة التي خلفت مكتب الخدمات الاستراتيجية.
وفقًا لديفيد تالبوت، «افتخر هوارد هانت بكونه جزءًا من الطبقة العليا في وكالة المخابرات المركزية. ولكن لم ينظر إليه بهذه الطريقة من قبل الطبقة العليا في الوكالة. كان هانت يحب التباهي بعلاقاته العائلية مع بيل البري دونوفان نفسه، الذي ضمه إلى أو إس إس، التي شكلت الأساس الأصلي للمخابرات الأمريكية، ولكن اتضح أن والد هانت كان عضوًا في جماعة ضغط (لوبي) في شمال ولاية نيويورك، وكان دونوفان مدينًا له بخدمة، ولم يكن محاميًا في وول ستريت. عرف الجميع هانت على أنه كاتب، لكنهم عرفوا أيضًا أنه لم يكن بسوية إيان فلمنغ. بالنسبة لمجتمع جورجتاون، كان هانت يعتبر أدنى منزلة، كما ويليام هارفي وديفيد موراليس. كانت وكالة المخابرات المركزية عبارة عن سلسلة مراتب قاسية. فرجال مثل هانت لن يحصلوا على دعوة لغداء مع ألين دالاس في نادي أليبي أو للعب التنس مع ديك هيلمز في نادي تشيفي تشيس. إذ كان هؤلاء الرجال لا غنى عنهم حتى ينتهي دورهم».

## التعليم
تعلم في جامعة براون.

## مناصب وهيئات
أدار وكالة المخابرات المركزية.

## روابط خارجية
- هوارد هانت على موقع IMDb (الإنجليزية)
- هوارد هانت على موقع الموسوعة البريطانية (الإنجليزية)
- هوارد هانت على موقع إن إن دي بي (الإنجليزية)
- هوارد هانت على موقع قاعدة بيانات الفيلم (الإنجليزية)